# Richard Lumley-Saunderson (6e comte de Scarbrough)
Richard Lumley-Saunderson, 6e comte de Scarbrough (16 avril 1757 - 17 juin 1832), est un pair et un homme politique britannique.

## Biographie
Il est un fils cadet de Richard Lumley-Saunderson (4e comte de Scarbrough), et Barbara, fille de George Savile (7e baronnet) et sœur et héritière de George Savile (8e baronnet). Il hérite des domaines importants (l'Abbaye de Rufford et Thornhill Hall) à la mort de son oncle maternel en 1784, en prenant le nom supplémentaire de Savile. Quand il hérite plus tard du titre et des domaines de son frère en 1807 (et abandonne son héritage précédent), il remplace le nom Savile par Saunderson.

## Carrière
Il sert dans l'armée britannique en tant que Cornet dans le 10th Dragoons (1775). Il est promu lieutenant en 1778 et capitaine au 86e régiment d'infanterie (1780). Il prend sa retraite en 1784.
Il est élu député de Lincoln en 1784, poste qu'il occupe jusqu'en 1790 . En 1807, il succède à son frère aîné comme comte et entre à la Chambre des lords. Il est nommé haut-shérif du Nottinghamshire de 1793 à 1794.

## Famille
Lord Scarbrough est décédé en juin 1832, à l'âge de 75 ans. Il épouse Henrietta Willoughby, fille de Henry Willoughby (5e baron Middleton) mais n'a pas d'enfants. Son frère cadet, le révérend John Lumley-Savile (7e comte de Scarbrough), lui succède .